# Holoteris
Els holoteris (Holotheria) formen una de les infraclasses que agrupa tots els mamífers moderns no ponedors d'ous i els seus parents extints. Els teris en són els únics representants vivents.

## McKenna i Bell (1997)
```
--o 
Holotheria
 
Wible
 
et al
., 1995
|-- 
Chronoperatidae
 
†
 
Fox
, 
Youzwyshyn
 i 
Krause
, 1992
|-o 
Kuehneotheria
 McKenna, 1975 (†)
`-o 
Trechnotheria
 McKenna, 1975 (= Yangotheria Chow i Rich, 1982) (†)
|-o 
Amphidontoidea
 Prothero, 1981 (†)
|-o 
Spalacotherioidea
 Prothero, 1981 (†)
`-o 
Symmetrodonta
 Simpson, 1925
|-o 
Yinotheria
 Chow i Rich, 1982 (†)
`-o 
Cladotheria
 McKenna, 1975 
|-o 
Dryolestoidea
 Prothero, 1981 (†)
`-o 
Amphiteriida
 Prothero, 1981
`-o 
Zatheria
 McKenna, 1975
|-o 
Peramura
 McKenna, 1975 (†)
`-o 
Tribosphenida
 McKenna, 1975
|-o 
Aegialodontia
 Butler, 1978 (†)
`-o 
Theria
 Parker i Haswell, 1897 
|-o 
Metatheria
 Huxley, 1880 
`-o 
Eutheria
 Gill, 1872
```

## Wang, Clemens, Hu i Li, 1998. Rougier, Novacek, McKenna i Wible, 2001. Luo, Cifelli i Kielan-Jaworowska, 2001. Luo, Kielan-Jaworowska i Cifelli, 2002. Kielan-Jaworowska, Cifelli i Luo, 2004.
```
--o 
Holotheria
 Wible et al., 1995
|-- 
Chronoperatidae
 Fox, Youzwyshyn i Krause, 1992 (†)
`-o 
Trechnotheria
 McKenna, 1975 (= Yangotheria Chow i Rich, 1982) (†)
|-o 
Amphidontoidea
 Prothero, 1981 (†)
|-- 
Austrotriconodontidae
 Bonaparte, 1990 (†)
|-- 
Gobiconodontidae
 Chow i Rich, 1984 (†)
|-- 
Amphilestidae
 Osborn, 1888 (†)
|-o 
Spalacotherioidea
 Prothero, 1981 (†)
`-o 
Symmetrodonta
 Simpson, 1925
|-o 
Eutriconodonta
 Kermack, Musset i Rigney, 1973 (†)
`-o 
Cladotheria
 McKenna, 1975
|-o 
Dryolestoidea
 Prothero, 1981 (†)
`-o 
Zatheria
 McKenna, 1975
|-o 
Amphiteriida
 Prothero, 1981 (†)
|-o 
Boreosphenida
 Luo, Cifelli, i Kielan-Jaworowska, 2001 (†)
| |-o 
Aegialodontia
 Butler, 1978 (†)
| `-o 
Theria
 Parker i Haswell, 1897
| |-o 
Metatheria
 Huxley, 1880 
| `-o 
Eutheria
 Gill, 1872
`-o 
Peramura
 McKenna, 1975 (†)
```